# Opération Mailfist

L'opération Mailfist est une offensive alliée planifiée en vue de libérer Singapour de l'occupation japonaise pendant la Seconde Guerre mondiale. Elle devait faire suite au débarquement en Malaisie, l'opération Zipper, et se dérouler entre décembre 1945 et mars 1946. Cependant, elle ne fut pas mis en œuvre à la suite de la capitulation japonaise, peu de temps avant le lancement de l'opération Zipper. Au lieu de cela, Singapour fut réoccupée dans le cadre de l'opération Tiderace.

## Histoire
Au début de 1945, le South East Asia Command élabora des plans pour la libération des colonies britanniques de Malaisie et de Singapour, qui avaient été capturées par les forces japonaises pendant la campagne malaise et la bataille de Singapour entre décembre 1941 et février 1942. Les plans prévoyaient un débarquement de deux divisions et une brigade en octobre 1945 (désigné l'opération Zipper) près des villes de Port Swettenham et de Port Dickson, dans le nord-ouest de la Malaisie. L'opération Mailfist devait être menée une fois la zone sécurisée, en utilisant deux divisions supplémentaires et une autre brigade qui devaient être débarquées dès que possible après les unités de l'opération Zipper. Cette force aurait avancée alors vers le sud à travers la Malaisie afin de  libérer Singapour. La ville étant fortement protégée, les forces prévues pour renforcer la flotte britannique des Indes orientales à la fin de 1945 comprenaient les moniteurs HMS Abercrombie et Roberts, qui auraient bombardé l'île avec leurs puissants canons.
Selon les plans alliés, l'opération se serait déroulée entre décembre 1945 et se termine en mars 1946. Une offensive pour reprendre le nord de la Malaisie, appelée opération Broadsword, devait être menée en même temps que l'avance vers Singapour.
Le gouvernement des États-Unis s'est opposé à la conduite d'opérations militaires pour libérer la Malaisie et Singapour au motif que le transport maritime et les autres ressources utilisées dans la campagne réduiraient ceux disponibles pour l'invasion prévue du Japon, l'opération Downfall. Cependant, le gouvernement britannique estima qu'il était nécessaire de libérer Singapour le plus tôt possible pour des raisons à la fois militaires et politiques.
À la suite de la reddition japonaise, l'opération Zipper fut réduite et reportée, avant d'être finalement menée au début de septembre 1945 afin de libérer rapidement la Malaisie. L'opération Mailfist n'a pas été mise en œuvre,, et fut remplacée par l'opération Tiderace au cours de laquelle une flotte Alliée transporta des troupes directement à Singapour et réoccupa la ville au début de septembre sans rencontrer quelconque opposition.